# Mitrofan Petrowitsch Beljajew
Mitrofan Petrowitsch Beljajew (russisch Митрофан Петрович Беляев; * 10.jul. / 22. Februar 1836greg. in Sankt Petersburg; † 22. Dezember 1903jul. / 4. Januar 1904greg. ebenda) war ein russischer Musikverleger und Mäzen.

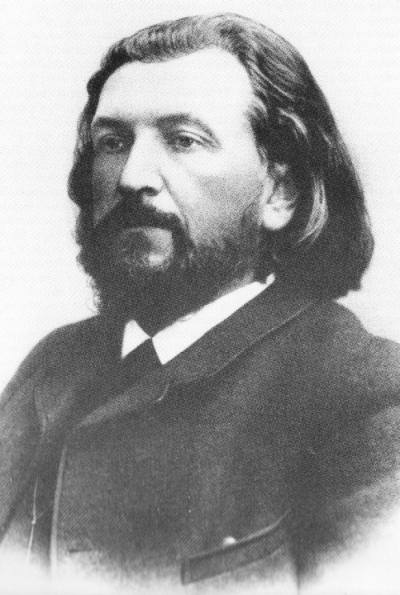
Mitrofan Petrowitsch Beljajew

## Leben
Beljajew war Sohn eines reichen russischen Holzhändlers und Großgrundbesitzers sowie einer schwedischen Mutter. Früh etablierte er sich selbst als erfolgreicher Kaufmann in der Firma seines Vaters, deren Leitung er mit 30 Jahren übernahm. Seine – zunächst private – Leidenschaft galt jedoch der Musik. Beljajew hatte selbst in der Schulzeit Violine, Bratsche und Klavier gelernt und spielte in einem Streichquartett über lange Jahre die Bratsche. Später wurde er Mitglied im Kreis der Petersburger Kammermusikfreunde und unternahm mit den damaligen Leitern Ljadow und Borodin musikalische Reisen durch Russland und in das Ausland, u. a. nach Bayreuth. Beljajew beherrschte mehrere Fremdsprachen, auch Deutsch.
Initialzündung für Beljajews künftige, wichtige Rolle als Mäzen im russischen Musikleben war 1882 die Begegnung mit dem hochbegabten knapp 17-jährigen Alexander Glasunow, dessen 1. Sinfonie damals uraufgeführt wurde. Beljajews wachsendes Engagement bei der Förderung russischer Komponisten führte zu einem schrittweisen Rückzug aus seiner Tätigkeit als Holzhändler. 1884 wurde er Stifter des „Glinka-Preises“, der jährlich vergeben wurde. In den ersten Jahren gehörten Borodin, Balakirew, Tschaikowski, Rimski-Korsakow, Cui und Ljadow zu den Preisträgern.

### Verlagsgründung

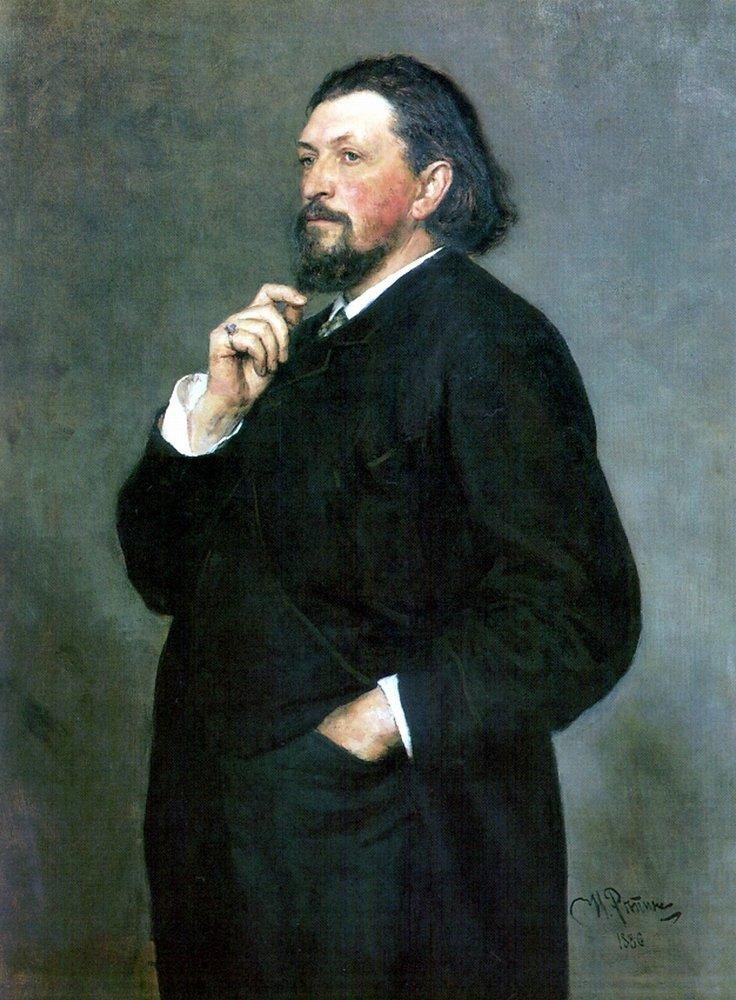
Beljajew, porträtiert von Ilja Repin (1886)

1885 gründete Beljajew den Musikverlag M. P. Belaieff in Leipzig. In diesem Verlag erschienen bereits im darauffolgenden Jahrzehnt 1200 Kompositionen (die erste Publikation war Glasunows Ouvertüre über drei griechische Themen). Die dort verlegten Werke wurden mit hohem Qualitätsanspruch ediert, die Autoren erhielten höhere Honorare als zu dieser Zeit üblich, und behielten außerdem volle Verfügung über Aufführungsrechte. Damit leistete Beljajew wichtige Beiträge zur Förderung und Verbreitung russischer Musik. Anfangs entschied Beljajew allein über die Werkauswahl, später beriet er sich mit einer Jury, die sich aus Rimski-Korsakow, Ljadow und Glasunow zusammensetzte. In das Verlagsprogramm aufgenommen wurden nicht nur Komponisten aus St. Petersburg, sondern auch eher „westlich“ orientierte Moskauer Komponisten wie Tanejew und Skrjabin.
Ebenfalls 1885 rief Beljajew in Petersburg die „Russischen Sinfoniekonzerte“, und 1891 in seinem Haus die wöchentlich stattfindenden „Quartettfreitage“ („Les Vendredis“) seines Beljajew-Kreises ins Leben. Mehrfach schrieben die von Beljajew geförderten Komponisten musikalische Beiträge zu diesem Anlass, so entstand zu seinem 50. Geburtstag eine gemeinschaftliche Streichquartett-Komposition von Rimski-Korsakow, Borodin, Ljadow und Glasunow über die Tonfolge B-La-F (b-a-f). 1886 schuf der bedeutende russische Maler Ilja Repin ein Porträt Beljajews.